# Poliembrionia
Poliembrionia, wielozarodkowość – zdolność do powstawania kilku lub większej liczby zarodków z jednej komórki jajowej, jest specyficznym typem rozmnażania bezpłciowego zwierząt i roślin.

## Poliembrionia u zwierząt i roślin
U zwierząt poliembrionia polega na naturalnym rozdzieleniu się blastomerów w okresie bruzdkowania. U roślin o poliembrionii mówimy wtedy, gdy w jednym zalążku rozwija się wiele zarodków powstałych na skutek podziału jednej komórki jajowej.
Poliembrionia (wielozarodkowość) u roślin – występowanie w nasieniu dwu lub większej liczby zarodków – pospolicie występuje u nagozalążkowych np. sosna, cedr. Wyróżniamy typ prawdziwy i fałszywy.
- Fałszywa poliembrionia – polega na zrastaniu się w jedną całość dwóch zalążków lub tworzeniu się w jednym zalążku dwóch ośrodków.
- Prawdziwa poliembrionia – zarodki powstają w normalnie usytuowanym zalążku.

Poliembrionia rozszczepieniowa – polega na rozdzieleniu się zygoty albo proembriona na dwie części przekształcające się w niezależne zarodki. zarodki identyczne (jak bliźnięta jednojajowe u zwierząt)
Zarodki bliźniacze – powstają z dwóch odrębnych komórek aparatu jajowego (z zapłodnieniem lub bez), mogą tworzyć się dwie komórki jajowe w jednym woreczku zalążkowym albo komórka jajowa i synergida.

### Poliembrionia u owadów
U owadów poliembrionia związana jest z pasożytniczym trybem życia i jest jedyną formą rozmnażania bezpłciowego u owadów (z jednej komórki jajowej powstaje więcej niż jeden zarodek). Poliembrionię jako regularne zjawisko zanotowano u ponad 30 gatunków owadów (pasożytnicze błonkówki, jeden z rodzajów u wachlarzoskrzydłych). Poliembrionia występuje także u muchówek z rodziny pryszczarkowatych (Cecidomyiidae), których larwy rozwijają się w grzybach wielkoowocnikowych.

## Typy poliembrionii
Występują dwa typy poliembrionii:
- poliembrionia sporadyczna (nieregularna) – wśród kręgowców występuje u oposów, jeży, krów, świń, owiec i człowieka. U człowieka zdarza się raz na ok. 270 porodów i prowadzi do powstania bliźniąt jednojajowych[3].
- poliembrionia regularna – wśród bezkręgowców występuje u wirków, pierścienic, mszywiołów i owadziarek np. u pasożytniczej osy Copidosoma floridanum, gdzie z jednego jaja tworzy się ok. 2000 zarodków, a u błonkówki Ageniaspis fuscicollis – ok. 180. Wśród kręgowców występuje u niektórych pancerników np. u pancernika dziewęciopaskowego, gdzie z jednego zarodka powstają stale monozygotyczne bliźnięta czworacze, a u pancernika dzikiego – 8-12 bliźniąt[3].

Poliembrionia może być gatunkowo specyficzna, co znaczy, że u danego gatunku z jednej komórki jajowej powstaje określona liczba osobników potomnych. Rozdzielenie zarodka może zachodzić w różnych fazach jego rozwoju: w stadium bruzdkowania, w stadium moruli bądź blastuli.